# Острий, Ирина Александровна
Ирина Александровна Острий (род. 7 июля 1950) — киргизская, ранее советская, шахматистка, международный мастер (1988) среди женщин.
Участница чемпионата СССР (1983) — 12—15-е места. Международный турнир в Баку (1988) — 7—9-е места. В составе сборной Кыргызстана участница 9-ти Олимпиад (1992—1996, 2000—2002 и 2006—2010, 2014).  Двукратный победитель пурнира личного первенства ВЦСПС по шахматам.

## Изменения рейтинга
| Графики недоступны из-за технических проблем. См. информацию на Фабрикаторе и на mediawiki.org. |